# Metro van Caracas
De metro van Caracas (Spaans: Metro de Caracas) is een openbaar vervoersnetwerk in Caracas, de hoofdstad van Venezuela. De stad en omliggende vallei tellen samen zo'n vijf miljoen inwoners. De metro bestaat uit vier grotendeels ondergrondse lijnen met een totale lengte van 54,1 kilometer en opende in 1983. Het systeem vervoerde in 2009 gemiddeld 1,25 miljoen passagiers per dag, wat iets meer is dan de Amsterdamse, Brusselse en Rotterdamse bij elkaar opgeteld. De metro wordt in de propaganda gebruikt als voorbeeld van een constructieve socialistische visie.

## Netwerk
Caracas is sinds de eerste helft van de twintigste eeuw een belangrijke stad binnen de grotere regio, de groei van de stad werd mede door de Venezolaanse olie-industrie veroorzaakt. In 1965 steeg het inwoneraantal van het grootstedelijke gebied boven de twee miljoen. De ideeën voor de bouw van een metro voor Caracas gaan nog verder terug in de tijd, in de jaren zeventig werd begonnen met de aanleg van een eerste lijn.
Het eerste deel van lijn 1 (Propatria - La Hoyada) werd op 2 januari 1983 in werking gesteld, de lijn had toen nog acht stations. Vier maanden later werd de lijn met zes stations tot aan Chacaíto verlengd. De leiding bij de bouw was in handen van een Frans consortium, de coördinatie hierbij vond plaats door de Société Française d'Etudes et Réalisation des Transports Urbains. In 1987 opende het eerste deel van de tweede lijn (La Paz - Zoológico / Las Adjuntas), dat de eerste jaren nog niet verbonden was met lijn 1. In de opvolgende jaren werden beide lijnen uitgebreid tot de huidige lengte.
Op 18 december 1994 kwam een derde lijn gereed, die in noord-zuidelijke richting verloopt. Het 4,4 kilometer lange tracé verloopt tussen Plaza Venezuela en El Valle en bestaat uit vijf stations. In 2006 werd deze lijn uitgebreid in zuidelijke richting naar het huidige eindstation La Rinconada; in 2010 openden de drie tussengelegen stations Los Jardines, Coche en Mercado. La Rinconada biedt een overstap op regionale treinen.
De jongste lijn van het systeem verloopt parallel aan de drukke lijn 1 en vergroot de vervoerscapaciteit van de metro in oost-westelijke richting. In 2000 werd begonnen met de bouw, waarvoor een Braziliaanse groep van bedrijven kon tekenen. Het eerste deel van lijn 4 (Capuchinos - Zona Rental) opende in juli 2006. De tweede fase van deze lijn bevindt zich in de bouwfase, een verlenging in oostelijke richting.

## Toekomst

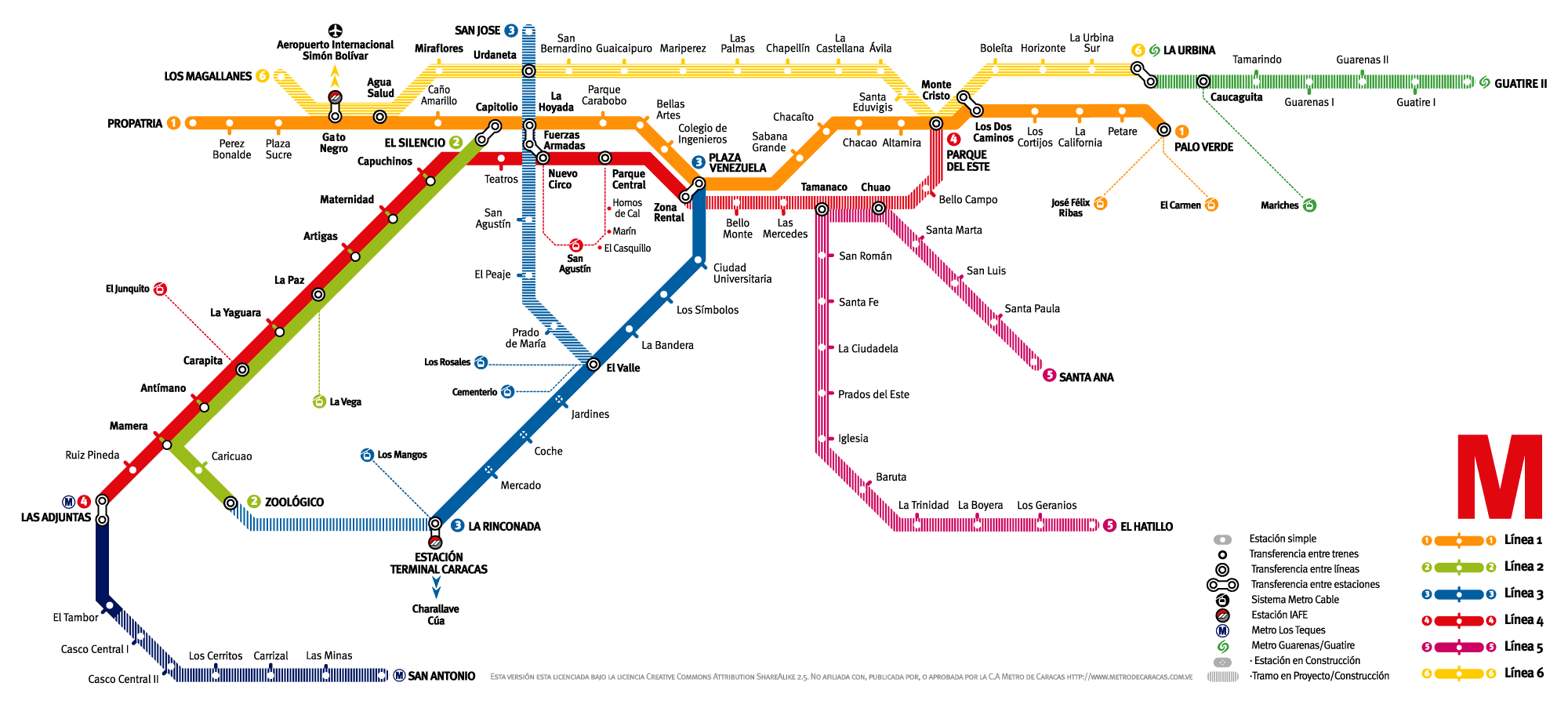
Toekomstplannen voor de metro

Aan de oostzijde van lijn 4 wordt gebouwd aan extra vervoerscapaciteit in oost-westelijke richting. Van het huidige eindstation Zona Rental tot en met het nieuwe Miranda II (op de kaart nog aangegeven als Parque del Este) zijn in totaal zes stations voorzien.
Aan de noordwestkant van lijn 2 wordt gebouwd aan een nieuw tracé dat Caucagüita en op termijn ook Guarenas zal opnemen in het metronetwerk. Van dit in totaal 42 kilometer in lengte geplande bouwproject is nog slechts een klein deel gereed gekomen (stand april 2011). Op de kaart links staat dit project als lijn 6 in het geel aangegeven, het deel rechts van Sucre.
De langetermijnplannen van de metro zijn ambitieus, op de kaart zijn een verbinding van lijn 2 en 3 ingetekend en een noordelijke uitbreiding van lijn 3. De vijfde lijn zal grotendeels door rijkere wijken van Caracas verlopen. Het westelijke deel van lijn 6 is reeds in aanbouw, het oostelijke deel is langetermijnplanning. Geheel linksonder is vanaf Las Adjuntas een donkerblauwe lijn getekend, dit betreft een voorstadslijn naar Los Teques met één station in deze voorstad. Deze lijn werd in 2006 geopend en er zullen in de toekomst meer stations in Los Teques openen, er zijn er zes in aanbouw. Lokaal is de lijn al "Metro de Los Teques" gedoopt.

## Galerij

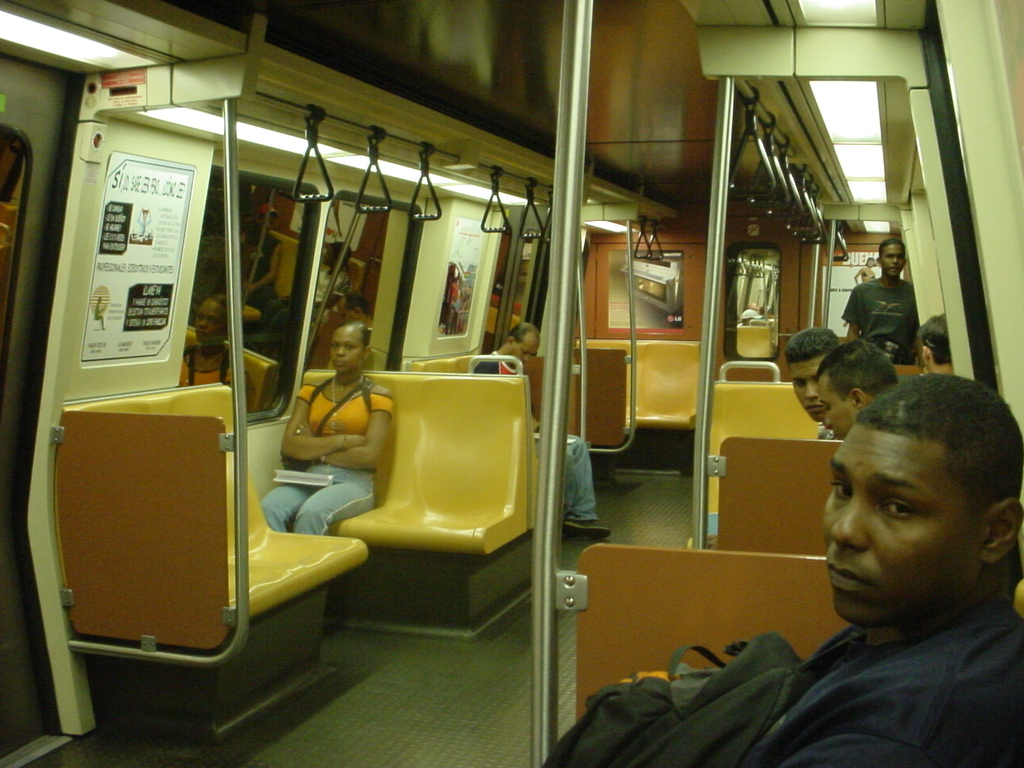
Interieur van een metrotrein
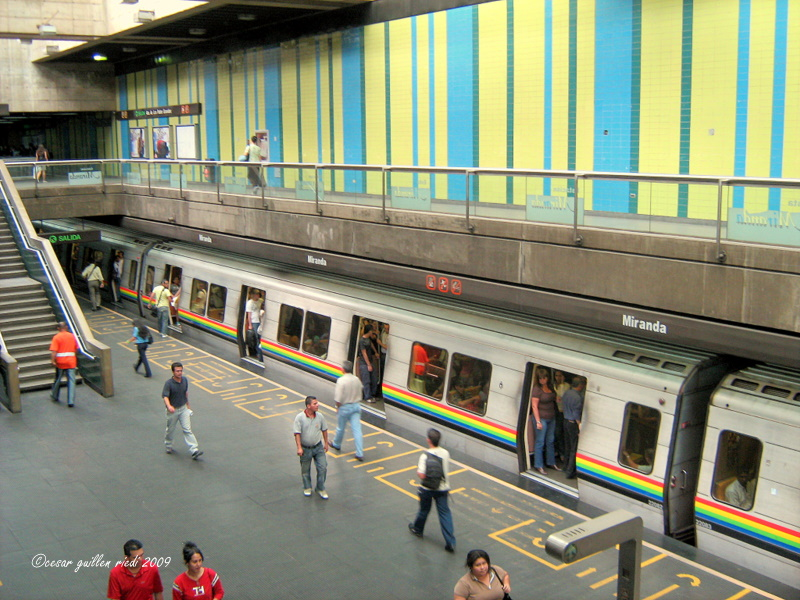
Station Parque del Elste van binnen
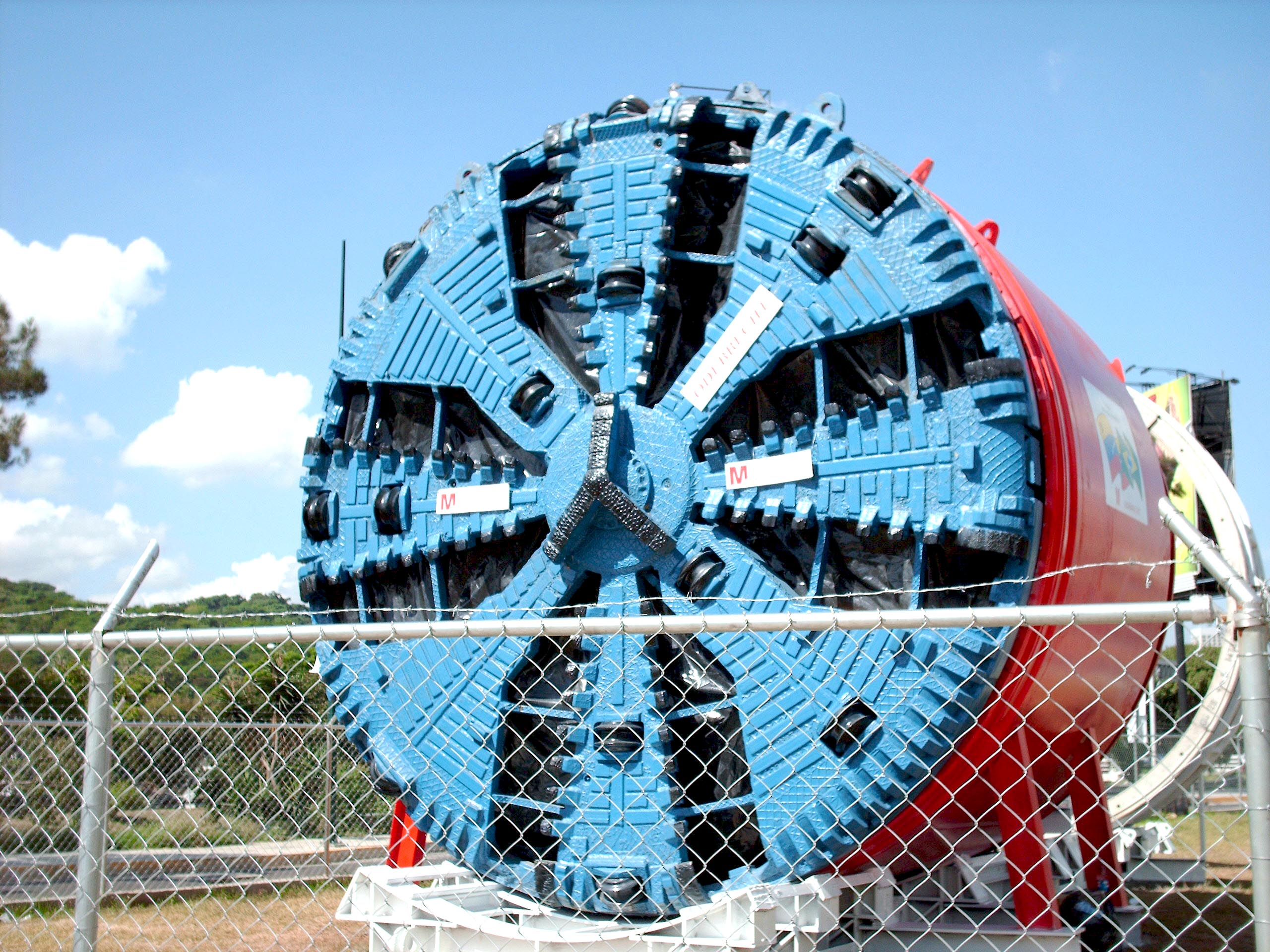
Tunnelboormachine
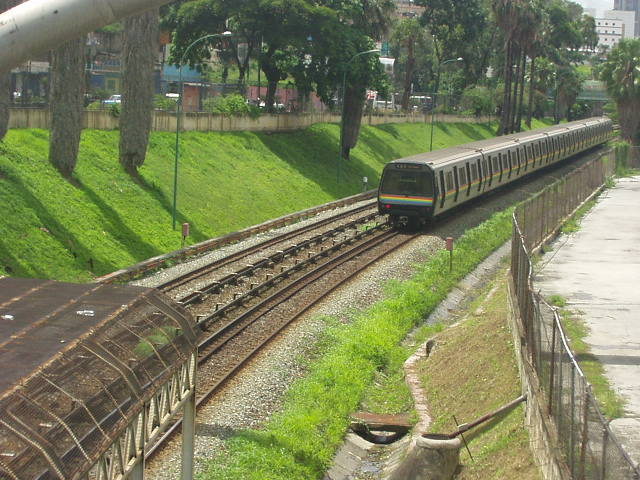
Metrotrein nabij station Agua Salud